# Saison 3 de Ma sorcière bien-aimée
Chronologie
Saison 2 Saison 4
Cet article présente le guide des épisodes de la troisième saison de la série télévisée américaine Ma sorcière bien-aimée (Bewitched),.